# Акинатор
«Акинатор» — компьютерная интернет-игра, разработанная двумя французскими программистами в 2007 году. Игрок должен загадать любого персонажа, а джинн Акинатор — главный персонаж игры — должен его отгадать. В качестве персонажа могут выступать как реальные личности, так и выдуманные персонажи из любых произведений: фильмов, сказок, компьютерных игр и так далее. Акинатор задаёт 30 вопросов. У него есть две дополнительные попытки (в каждой из которых несколько дополнительных вопросов) на тот случай, если он не смог отгадать загаданного игроком персонажа за отведённые 30 вопросов. Или же, наоборот, он может задать меньше вопросов, если смог отгадать персонажа быстрее. Если он не знает вашего персонажа, его можно добавить.
Согласно Google Trends, игра стала популярной в ноябре 2008 года. В настоящее время игра представлена на 16 языках, в том числе и на русском. Также существует мобильная версия «Акинатора».

## Структура вопросов
На каждый вопрос предлагается выбрать один из пяти вариантов ответа по степени соответствия: «Да», «Возможно частично», «Я не знаю», «Скорее нет, не совсем», «Нет». После того, как игрок ответил на вопрос, Акинатор задаёт следующий.
Примеры вопросов Акинатора: «Ваш персонаж существует на самом деле?», «Ваш персонаж женщина?», «Ваш персонаж носит усы?», «Ваш персонаж герой мультфильма?».

## Принцип работы программы
Акинатор начинает с более общих вопросов, и каждый последующий вопрос носит уточняющий характер. Таким образом он фильтрует подходящих и неподходящих персонажей. Акинатор запоминает, как все игроки ответили на тот или иной вопрос при загадывании того или иного персонажа, и таким образом на каждого персонажа создаётся некий реестр о том, как отвечали игроки на вопросы о нём, и если данный игрок ответит на вопросы так же, то Акинатор отгадает загаданного игроком персонажа. Если Акинатор не смог отгадать персонажа, то он предлагает ввести имя, после чего запоминает его и все ответы, которые давал данный игрок на вопросы об этом персонаже. И если другой игрок загадает этого же персонажа, то Акинатор сможет уже его отгадать. Таким образом, количество персонажей, известных Акинатору, постоянно увеличивается. В случае, если Акинатор не отгадал персонажа, то он представляет игроку возможных персонажей, которых он предполагал.